# ليانغ لينغزان
ليانغ لينغزان مهندس عسكري وموظف حكومي صيني في عهد أسرة تانج، اخترع ساعة مائية ميكانيكية مع الراهب والرياضياتي يي شينغ.، والتي كانت في الواقع جهاز فلكي يعمل كساعة، مصنوعة من البرونز في العاصمة تشانغآن نحو عام 720.
إضافة إلى كونه مهندسًا وموظفًا حكوميًا، كان لينغزان باحث وفنان أيضًا. للينغزان كتاب اسمه "الكواكب الخمس وكوكبات الآلهة الثمانية والعشرين"، ومنه نسخة في ركن أسرة سونغ في نتحف مدينة أوساكا للفنون.